# Entubados
Entubados foi um reality show brasileiro produzido pela Formata e exibido pelo Canal Sony entre 23 de agosto de 2016 e 3 de outubro de 2017 em duas temporadas. A primeira temporada foi apresentada por Danilo Gentili e a segunda por Celso Portiolli. 
Em 2019 a RedeTV! comprou os direitos para realizar a terceira temporada, porém o projeto foi abortado pelo alto custo da produção.

## Formato
O principal objetivo do programa é mostrar a rotina de seus participantes com os seus canais no YouTube. O programa também conta com provas em seus dias de exibição, que podem ser em grupo ou individuais. Nas terças, é lançado um desafio no qual os participantes terão que desenvolvê-lo em forma de vídeo, que deve ser finalizado até o dia seguinte. Já neste dia, é lançado um desafio individual, que é igual para todos os participantes, em que também envolve a criação de vídeos. O desempenho das provas em grupo é verificada na terça seguinte, de acordo com a quantidade de "likes" dos vídeos.

## Produção
Entubados foi originalmente criado por Daniela Busoli, dona da Formata Produções e Conteúdo, que teve a sua ideia durante um almoço no qual discutia onde encaixar os chamados youtubers na televisão de uma forma considerada natural, devido a diferença entres os meios de comunicação internet e televisão.
Busoli levou o projeto para o Canal Sony, que convidou Danilo Gentili para apresentá-lo, devido ao seu desempenho nos dois meios de comunicação – o comediante foi anunciado como quarta personalidade mais influente entre os jovens. Já o processo de escolha dos participantes do reality foi feita por Bia Granja, fundadora do site Youpix, que escolheu os participantes com canais de diversos gêneros diferentes.

## Divulgação
Para divulgar o programa, o Canal Sony promoveu uma ação entre os dias 17 e 22 de agosto, na qual instalou displays em pontos de ônibus localizados na Avenida Paulista. Nesses displays, o apresentador do programa, Danilo Gentili, e os participantes do programa apareceriam interagindo em tempo real com as pessoas que passavam pelo local.

## Temporadas

### 1.ª temporada (2016)
A primeira temporada foi ao ar entre os dias 23 de agosto e 5 de outubro de 2016, contando ao todo com 14 episódios. O vencedor da temporada foi o youtuber Lucas Lira, que ganhou como prêmio uma viagem para cobrir o The Voice norte-americano, sendo que Malena Nunes ficou em segundo lugar e, em terceiro, Gustavo Stockler, que levou o Troféu Twitter como participante que mais engajou os fãs na plataforma. Nesta temporada, Entubados atingiu 3 milhões de telespectadores, atingindo índices similares aos registrados por Teen Wolf, também exibido no Canal Sony. A produção também aumentou consideravelmente a audiência do Sony, elevando-a em 100%.
Participantes
| Participante     | Nome do(s) canal(is) | Situação |
| ---------------- | -------------------- | -------- |
| Lucas Lira       | Invento na Hora      | Vencedor |
| Malena Nunes     | Malena010102         | 2º lugar |
| Gustavo Stockler | No Me Gusta          | 3º lugar |
| Daniel Saboya    | Cia. Daniel Saboya   | —        |
| Isadora Becker   | Gastronomismo        | —        |
| Pyong Lee        | Pyong Lee TV         | —        |
| Taciele Alcolea  | Taciele Alcolea      | —        |
| Taty Ferreira    | Acidez Feminina      | —        |

### 2.ª temporada (2017)
A segunda temporada, passou a ser comandada por Celso Portiolli, estreou em 5 de setembro de 2017.
O vencedor da temporada foi o youtuber Rato Borrachudo, que ganhou como prêmio um notebook Dell Inspiron e uma câmera Sony. A final foi disputada entre Rato Borrachudo, Maíra Medeiros, que ganhou em segundo lugar, e Léo Stronda, que ficou em terceiro lugar.
Participantes
| Participante       | Nome do(s) canal(is)         | Situação |
| ------------------ | ---------------------------- | -------- |
| Douglas Mesquita   | Rato Borrachudo              | Vencedor |
| Maíra Medeiros     | Nunca Te Pedi Nada           | 2º lugar |
| Léo Stronda        | Leo Stronda                  | 3º lugar |
| Camila Loures      | Camila Loures                | —        |
| Fabi Santina       | Fabi Santina                 | —        |
| Magá Moura         | Magá Moura                   | —        |
| Maurício Cid       | Não Salvo (site)             | —        |
| Thiago Pasqualotto | Morri de Sunga Branca (site) | —        |

## Outras Aparições
Além de participarem do Entubados, alguns dos participantes passaram a competir em outros reality shows.
| Participante  | Edição Entubados | Colocação            | Reality show          | Temp. | Colocação                |
| ------------- | ---------------- | -------------------- | --------------------- | ----- | ------------------------ |
| Léo Stronda   | 2                | Finalista – 3º lugar | A Fazenda             | 10    | Eliminado – 7° lugar     |
| Taty Ferreira | 1                | Eliminada – 8° lugar | O Aprendiz            | 11    | Eliminada – 5° lugar     |
| Pyong Lee     | 1                | Eliminado – 6° lugar | Big Brother Brasil    | 20    | Eliminado – 13° lugar    |
| Pyong Lee     | 1                | Eliminado – 6° lugar | Bake Off Celebridades | 1     | Finalista – 3.º lugar    |
| Pyong Lee     | 1                | Eliminado – 6° lugar | Ilha Record           | 1     | Vice-Campeão – 2.º lugar |